# Heinrich-Tessenow-Medaille
Die Heinrich-Tessenow-Medaille ist ein Architekturpreis, der jährlich seit 1963 im Gedenken an Heinrich Tessenow vergeben wird. Bis 2006 wurde sie durch die Alfred Toepfer Stiftung F. V. S. Hamburg auf Vorschlag der Heinrich-Tessenow-Gesellschaft e. V. verliehen. Seit 2007 wird sie nun durch die Heinrich Tessenow-Gesellschaft selbst vergeben. In mehreren Jahren gab es keine Auszeichnungen. 
Bis 1994 fand die Preisverleihung im Rahmen der Fritz-Schumacher-Stiftung an der Universität Hannover statt. Seit 1996 fand die Übergabe dieser Auszeichnung mehrmals im Festspielhaus Dresden-Hellerau (Architekt: Tessenow) statt. 2009 fand die Verleihung im Kulturforum Berlin in Zusammenarbeit mit der Kunstbibliothek der Stiftung Preußischer Kulturbesitz statt, in jüngerer Zeit an wechselnden Orten (Hamburg, Berlin, Basel).

## Preisträger
- 1963:  Franz Schuster, Wien
- 1964:  Kay Fisker, Kopenhagen
- 1965:  Otto Dellemann, Hannover
- 1966:  Heinrich Rettig, Dresden
- 1967:  Mia Seeger, Stuttgart-Gerlingen
- 1968:  Wilhelm Wagenfeld, Stuttgart
- 1969:  Wilhelm Tiedje, Stuttgart
- 1970:  Wilhelm Hübotter, Hannover
- 1971:  Werner Wirsing, München
- 1972:  Hans Döllgast, München
- 1973:  Steen Eiler Rasmussen, Kopenhagen
- 1974:  Heinrich Bartmann, Baden-Baden
- 1975:  Otto Kindt, Hamburg
- 1976:  Arnold Braune, Oldenburg i. Old.
- 1977:  Godber Nissen, Hamburg
- 1978:  Gerhard Müller-Menckens, Bremen
- 1979:  Hellmut Weber, Stuttgart
- 1980:  Helmut Hentrich, Düsseldorf
- 1981:  Povl Abrahamsen, Dragör, Dänemark
- 1982:  Friedrich Seegy, Nürnberg
- 1983:  Kornel E. Polgar, Waddingsveen, Niederlande
- 1984:  Joachim Schürmann, Köln
- 1985:  Theo Steinhauser, München
- 1986:  Viggo Möller-Jensen, Kopenhagen und  Karljosef Schattner, Eichstätt
- 1987:  Horst von Bassewitz, Hamburg
- 1988:  Johannes Spalt, Wien
- 1989:  Peter Zumthor, Haldenstein
- 1990:  Erich Kulke, Bussau im Wendland und  Wilhelm Landzettel, Gehrden
- 1991:  Theodor Hugues, München
- 1992:  Giorgio Grassi, Mailand
- 1993:  Massimo Carmassi, Pisa
- 1994:  Kurt Ackermann, München
- 1996:  Peter Kulka, Dresden und Köln
- 1997:  Sverre Fehn, Oslo
- 1998:  Juan Navarro Baldeweg, Madrid
- 1999:  David Chipperfield, London
- 2000:  Heinz Tesar, Wien
- 2001:  Eduardo Souto de Moura, Porto
- 2002:  Peter Märkli, Zürich
- 2003:  Mikko Heikkinen und  Markku Komonen, Helsinki
- 2004:  Gilles Perraudin, Lyon
- 2005:   Miroslav Šik, Zürich und Prag
- 2006:  Sergison Bates, London
- 2009:  Richard Sennett, New York
- 2011:  Roger Diener, Basel
- 2013:  Alberto Campo Baeza, Madrid
- 2014:  Winfried Brenne, Berlin
- 2016:  Anne Lacaton, Jean-Philippe Vassal, Paris
- 2017:  Vittorio Magnago Lampugnani, Zürich
- 2018:  Miller & Maranta, Basel
- 2019:  Patrick Bouchain, Paris
- 2020:  Shelley McNamara und Yvonne Farrell, Dublin
- 2023:  Stephanie Macdonald und Tom Emerson, London

## Preisträger Stipendiaten
Mit der Tessenow-Medaille verbunden war bis 2004 ein auf Vorschlag des Preisträgers verbundenes einjähriges Stipendium auf dem Gebiet der Architektur und Denkmalpflege des 20. Jahrhunderts. In den letzten Jahren wurden Reisestipendien an Studenten vergeben.
- 1996:  Frank Schüler, Berlin
- 1997:  Hanne Cecilie Jonassen, Oslo
- 1998:  Andrés Jaque Ovejero, Madrid
- 1999:  Jürgen Rustler, Berlin
- 2000:  Giovanna Borsato, Venedig
- 2003:  Kai Henning Korhonen, Helsinki
- 2004:  Francois Esquivie, Grenoble